# 国営木曽三川公園

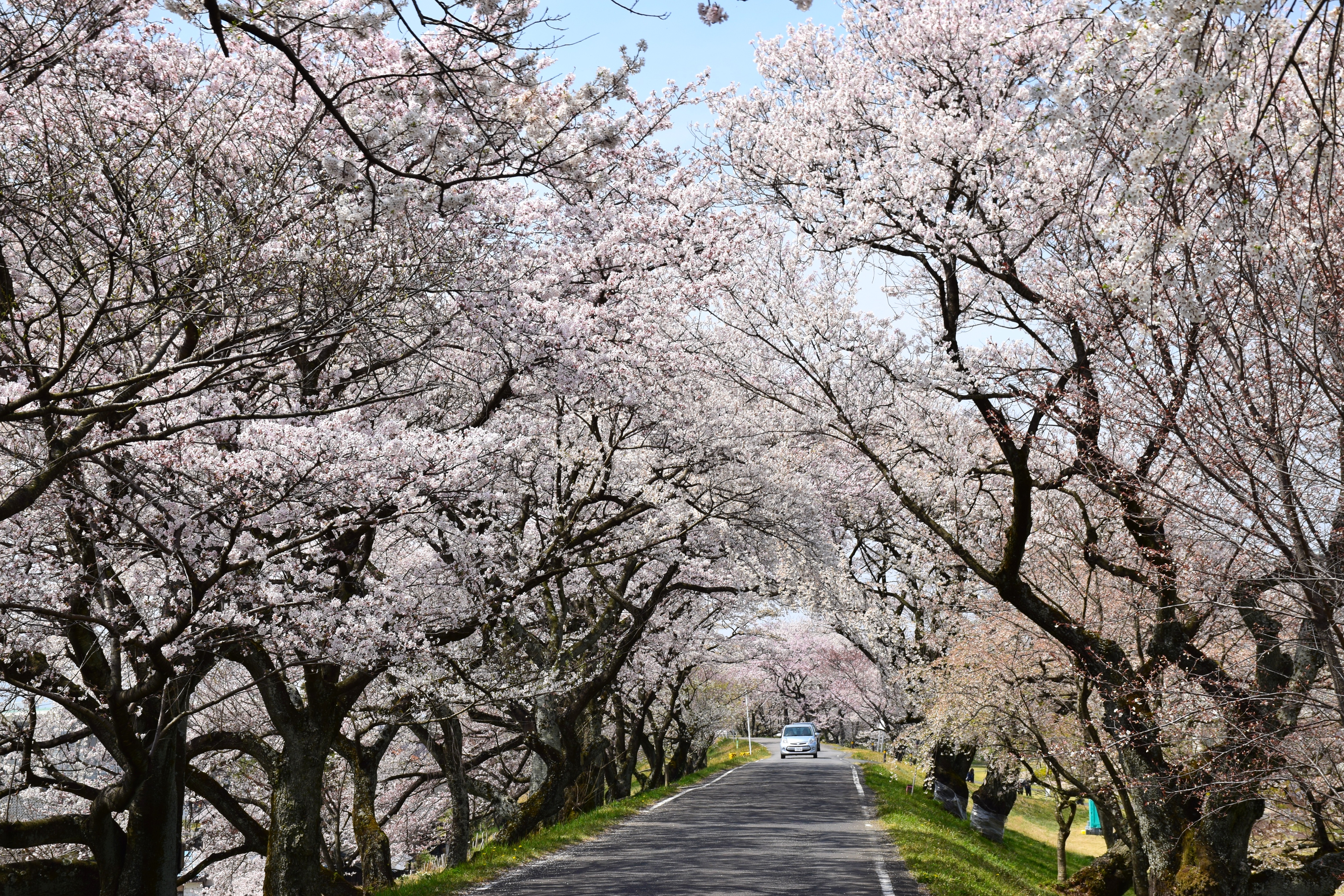
木曽川堤の桜並木

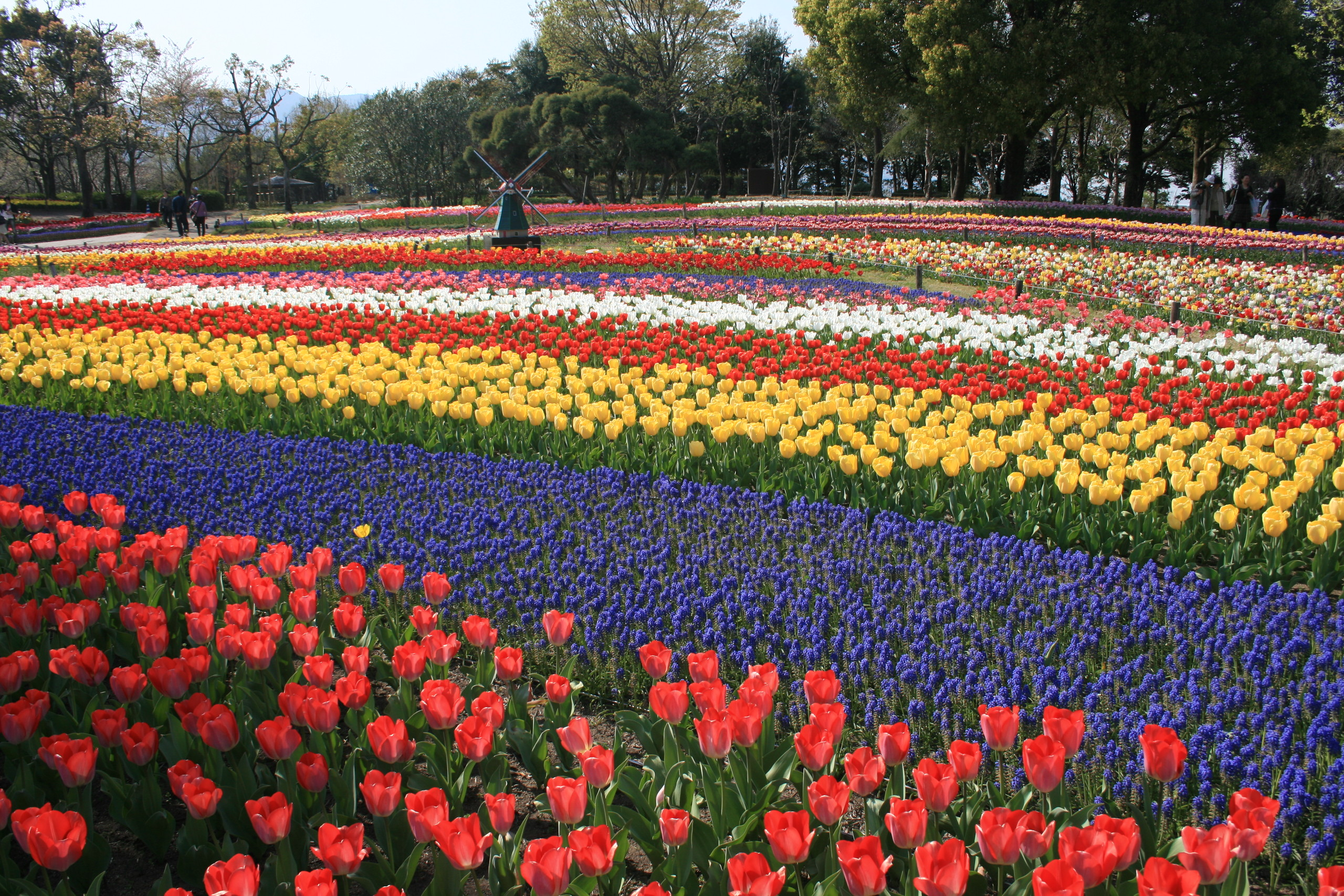
木曽三川公園センターでは、4月中旬にチューリップ祭りが開催される

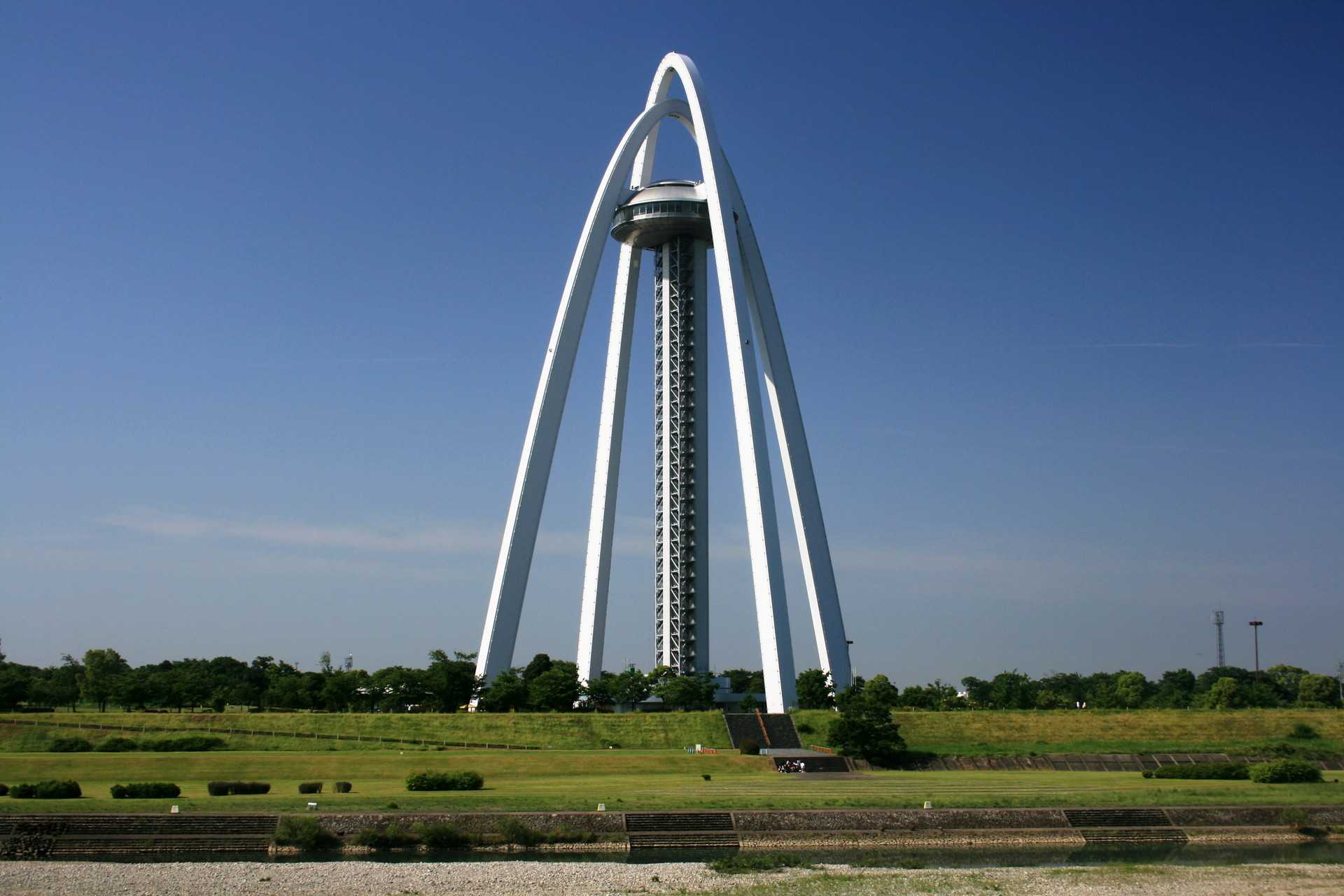
138タワーパーク

国営木曽三川公園（こくえいきそさんせんこうえん、Kiso Sansen National Government Park）は、1987年（昭和62年）10月に開設された公園である。

## 概要
木曽三川（木曽川、長良川、揖斐川。濃尾三川ともいう）下流域一帯、愛知県・岐阜県・三重県にわたる、日本最大の国営公園である。
昭和62年10月31日、宜仁親王の臨席のもとで開園式典が営まれ、11月8日までの9日間、大規模な開園記念行事「フェスタ千本松原」が実施された。

## 地区・施設

### 三派川地区（上流）
- 138タワーパーク（三派川地区センター・愛知県一宮市）
  - ツインアーチ138（有料）
- かさだ広場・各務原アウトドアフィールド（岐阜県各務原市）
  - 芝生広場、野草広場、ネット広場
- 河川環境楽園（岐阜県各務原市）
  - 木曽川水園・自然発見館
  - 岐阜県営公園 世界淡水魚園（オアシスパーク）
- フラワーパーク江南（江南花卉園芸公園）（愛知県江南市）

### 中央水郷地区（中流）
- ワイルドネイチャープラザ（愛知県稲沢市）
- 長良川サービスセンター（岐阜県海津市）
- アクアワールド水郷パークセンター（岐阜県海津市）
- 木曽三川公園センター（岐阜県海津市）
  - 水と緑の館（有料、ジオラマ小劇場、特別展示室、全高65m展望56mの展望タワー。中日新聞本社創業100周年記念事業の一環として建設されたことから「中日治水タワー」とも呼ばれている。1987年10月13日竣工[3]）
  - 花壇
  - 水屋（輪中の農家）
- 東海広場（愛知県愛西市）
- 船頭平河川公園（船頭平閘門一帯・愛知県愛西市）
- カルチャービレッジ（三重県桑名市長島町）
  - 輪中ドーム
  - 輪中の郷
- 桜堤サブセンター（岐阜県羽島市）

### 河口地区（下流）
- 桑名七里の渡し公園（三重県桑名市）

## イベント

### 三派川地区
- 138タワーパーク
  - ツインアーチ138の項目を参照。

### 中央水郷地区
- 木曽三川公園センター
  - 木曽三川公園センターの項目を参照。